# Prefektura Kumamoto

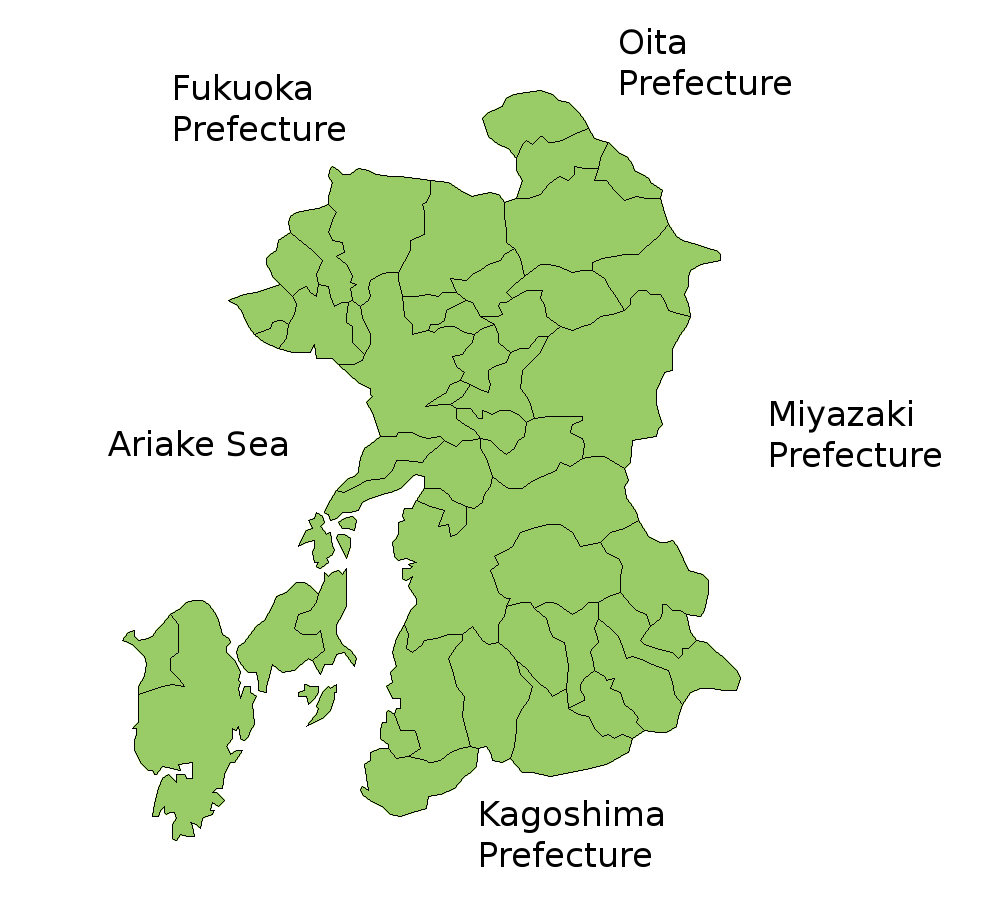
Mapa prefektury Kumamoto

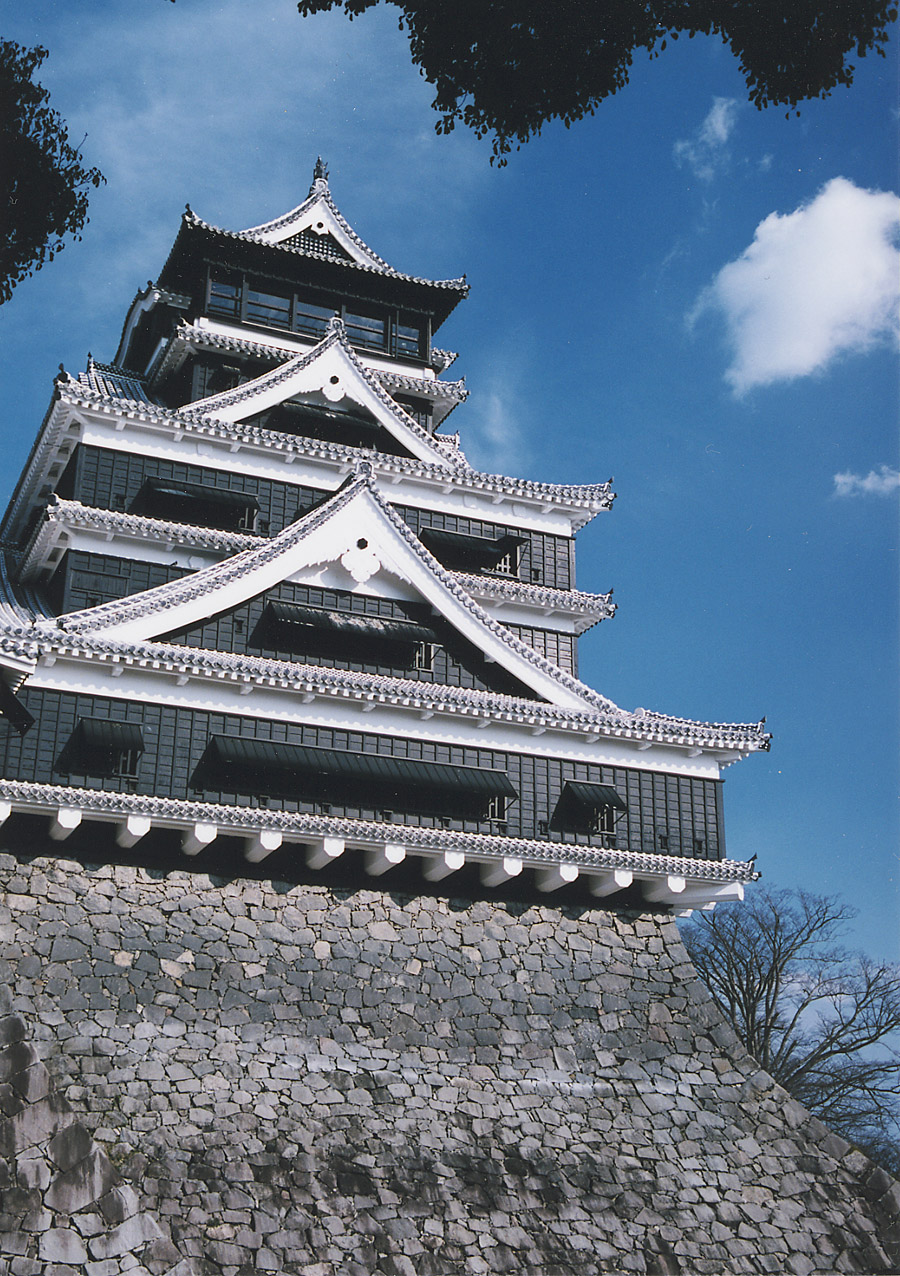
Hrad Kumamoto

Prefektura Kumamoto (japonsky: 熊本県, Kumamoto-ken) je jednou ze 47 prefektur Japonska. Nachází se na ostrově Kjúšú. Hlavním městem je Kumamoto.
Prefektura má rozlohu 7 404,14 km² a k 1. říjnu 2005 měla 1 842 140 obyvatel.

## Historie
Území prefektury Kumamoto tvořilo až do reforem Meidži provincii Higo.

## Geografie
Prefektura Kumamoto leží uprostřed ostrova Kjúšú. Na západě sousedí s Ariackým mořem a souostrovím Amakusa, na severu s prefekturami Fukuoka a Óita, na východě s prefekturou Mijazaki a na jihu s prefekturou Kagošima.
Na východě prefektury leží aktivní vulkán Aso (阿蘇山 Aso san, 1592 m). Vulkán se nachází uprostřed nejznámější japonské kaldery.

### Města
V prefektuře Kumamoto leží 14 velkých měst (市, ši):
| - Amakusa (天草) - Arao (荒尾) - Aso (阿蘇) - Hitojoši (人吉) - Jacuširo (八代) | - Jamaga (山鹿) - Kamiamakusa (上天草) - Kikuči (菊池) - Kóši (合志) - Kumamoto (熊本 hlavní město) | - Minamata (水俣) - Tamana (玉名) - Uki (宇城) - Uto (宇土) |